# Episodi di Nancy, Sonny & Co. (quarta stagione)
La quarta stagione della serie televisiva Nancy, Sonny & Co. è stata trasmessa in anteprima negli Stati Uniti d'America in syndication tra il 27 settembre 1986 e il 23 maggio 1987.
| nº | Titolo originale        | Titolo italiano | Prima TV USA      | Prima TV Italia |
| -- | ----------------------- | --------------- | ----------------- | --------------- |
| 1  | The Roof Show           |                 | 27 settembre 1986 |                 |
| 2  | The Bar                 |                 | 4 ottobre 1986    |                 |
| 3  | The Reunion Show        |                 | 11 ottobre 1986   |                 |
| 4  | Surprise                |                 | 18 ottobre 1986   |                 |
| 5  | Nancy's Sister          |                 | 25 ottobre 1986   |                 |
| 6  | Night at the Iguana     |                 | 1º novembre 1986  |                 |
| 7  | Family Feud             |                 | 8 novembre 1986   |                 |
| 8  | The Dot and Howard Show |                 | 15 novembre 1986  |                 |
| 9  | Farewell, My Sonny      |                 | 22 novembre 1986  |                 |
| 10 | Critic's Choice         |                 | 6 dicembre 1986   |                 |
| 11 | Richie's Sculpture      |                 | 20 dicembre 1986  |                 |
| 12 | Sonny's Oil             |                 | 3 gennaio 1987    |                 |
| 13 | Nancy's Birthday Party  |                 | 10 gennaio 1987   |                 |
| 14 | The Evictables          |                 | 17 gennaio 1987   |                 |
| 15 | Ginger's Baby           |                 | 24 gennaio 1987   |                 |
| 16 | Bachelor Party          |                 | 31 gennaio 1987   |                 |
| 17 | Amy's Rusty             |                 | 7 febbraio 1987   |                 |
| 18 | Dot's Priest            |                 | 14 febbraio 1987  |                 |
| 19 | The Dickie Doodle Show  |                 | 21 febbraio 1987  |                 |
| 20 | The Howie Show          |                 | 28 febbraio 1987  |                 |
| 21 | The Dot Quits Show      |                 | 7 marzo 1987      |                 |
| 22 | The Two Guys Show       |                 | 2 maggio 1987     |                 |
| 23 | A Romantic Comedy       |                 | 9 maggio 1987     |                 |
| 24 | Manhandling             |                 | 16 maggio 1987    |                 |
| 25 | Nancy's Shrink          |                 | 23 maggio 1987    |                 |